# Megaselia latifurca
Megaselia latifurca är en tvåvingeart som beskrevs av Borgmeier 1967. Megaselia latifurca ingår i släktet Megaselia och familjen puckelflugor. Inga underarter finns listade i Catalogue of Life.